# Zenonas Rokus Rudzikas

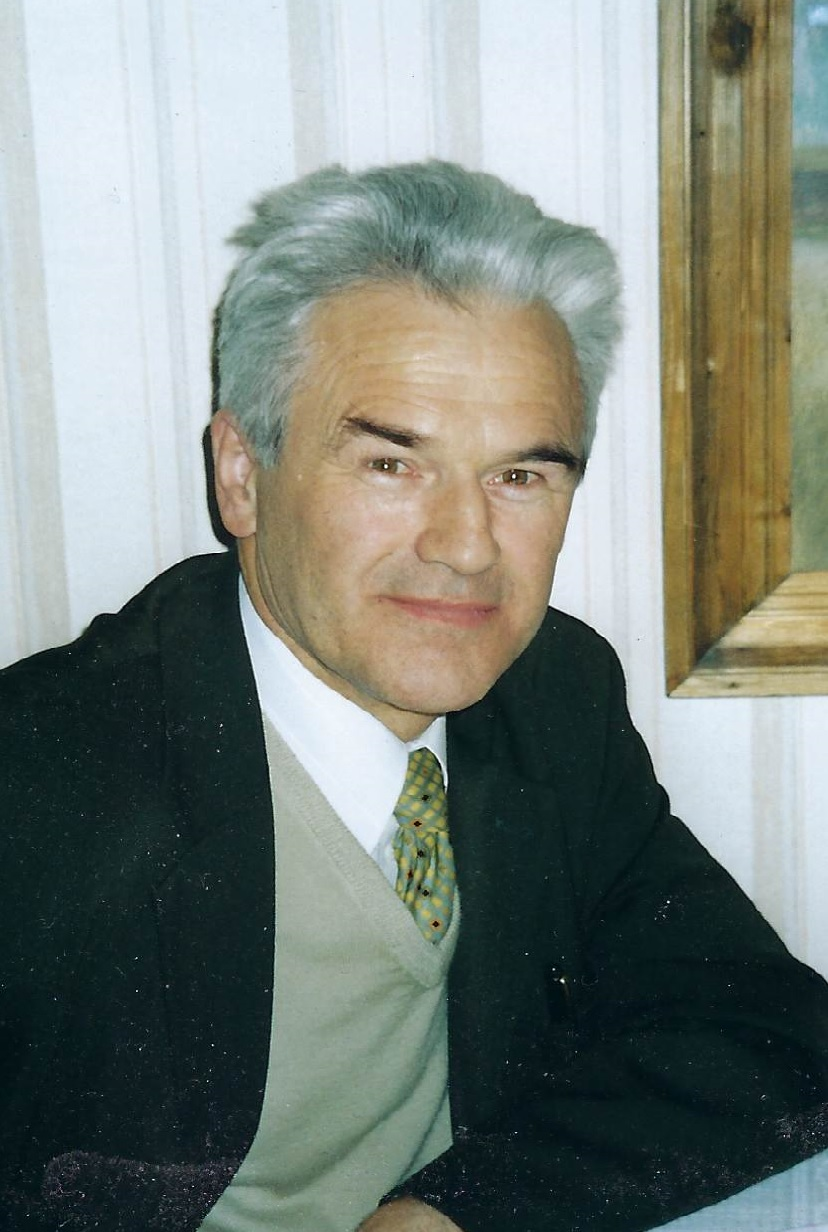
Zenonas Rudzikas (2004)

Zenonas Rokus Rudzikas (* 16. August 1940 im Dorf Gulbiniškės, Rayon Lazdijai, Litauische SSR; † 8. Juni 2011 in Vilnius) war ein litauischer Physiker und von 2003 bis 2009 Präsident der Litauischen Akademie der Wissenschaften (LMA).

## Leben
Nach dem Abitur mit Auszeichnung 1957 in Assino (Russische SFSR) absolvierte Zenonas Rokus Rudzikas 1962 mit Auszeichnung die Physikfakultät der Universität Vilnius. 1965 promovierte er an der Universität Vilnius und 1972 habilitierte er zum Thema „Hinsichtlich der Frage über Spektraltheorie der Vielelektronen-Atome“. Von 1981 bis 2011 war Rudzikas Professor, echtes Mitglied der Wissenschaftsakademie (seit 1994) und von 2003 bis 2009 Präsident.
Die Hauptarbeiten von Rudzikas waren im Bereich der theoretischen Atomspektroskopie, Plasmaphysik und Astrophysik.
Er setzte sich für die europäische Integration der litauischen Wissenschaft ein und unterzeichnete beispielsweise ein Kooperationsabkommen mit dem CERN. Als Herausgeber der litauischen Physik-Zeitschrift (Lietuvos fizikos žurnalo) bemühte er sich erfolgreich um deren Anerkennung durch die EPS und die Aufnahme in den Inspec-Index.

## Auszeichnungen
- 1976: Wissenschaftspreis, Litauische SSR
- 1993: Gunnar und Gunnel Källen Preis (Schweden)
- 1998: Wissenschaftspreis Litauens für Zyklus „Teorinė daugiaelektronių atomų ir jonų spektroskopija (1976–1997)“[2]
- 2001: Offizier des Ordens des litauischen Großfürsten Gediminas[2]
- 2005: Lietuvos mokslų akademija, Adolfas Jucys Preis[3]
- 2005: Mitglied der Academia Europaea[4]
- 2009: der Asteroid 167960 Rudzikas (2005 EV249) wurde nach ihm benannt[5]